# Evgueni Primakov
Pour les articles homonymes, voir Primakov.
Evgueni Maksimovitch Primakov, parfois orthographié Ievgueni Primakov (en russe : Евгений Максимович Примаков), né le 29 octobre 1929 à Kiev et mort le 26 juin 2015 à Moscou, est un homme d'État soviétique et russe.
Ancien haut responsable du KGB à l'époque soviétique, il a été ministre des Affaires étrangères russe de janvier 1996 à septembre 1998, et président du gouvernement de la fédération de Russie du 11 septembre 1998 au 12 mai 1999.
Fin connaisseur du monde arabe, il était un émissaire actif du Kremlin au Proche-Orient. Il fut surnommé le « Kissinger russe » en raison de sa politique étrangère prudente.

## Biographie

### Formation
Primakov est né à Kiev, en RSS d'Ukraine et a grandi à Tbilissi, en RSS de Géorgie. Son père a disparu dans le Goulag en 1937. Sa mère née Anna Yakovlevna Primakova (1896-1972) était gynécologue et cousine du physiologiste Yakov Kirchenblat (ru). Sa grand-mère maternelle était juive de naissance et épousa contre la volonté de son père (propriétaire d'un moulin) un simple ouvrier russe orthodoxe du nom de Primakov. Ils se sont installés ensuite à Tiflis (aujourd'hui Tbilissi) et son mari est devenu petit entrepreneur dans la construction de routes.

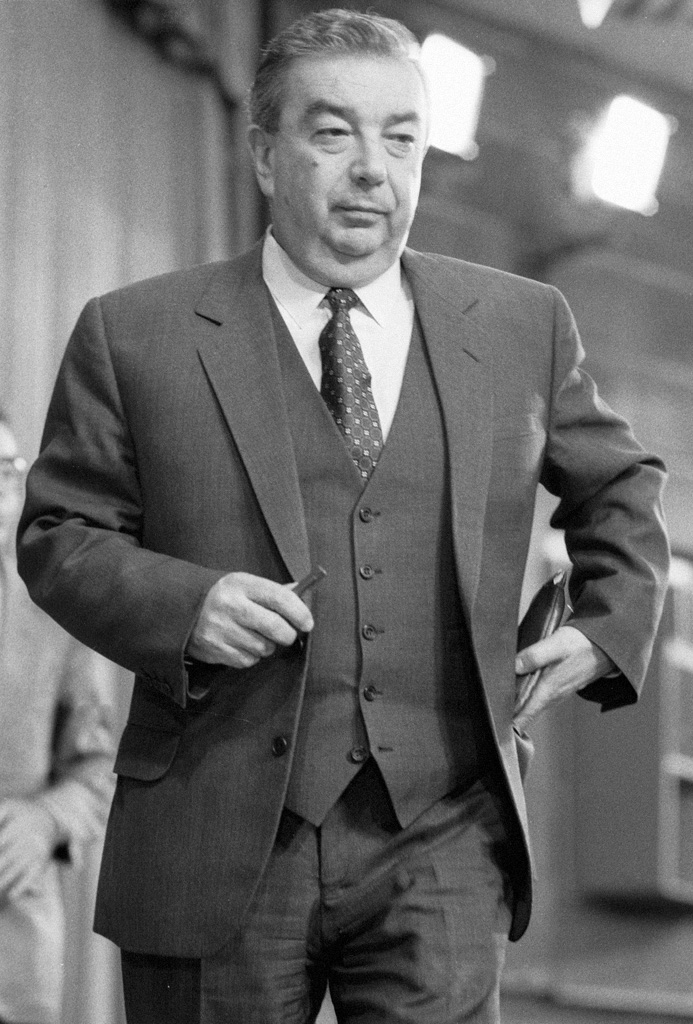
Primakov dans les années 1970.

Evgueni Primakov étudie d'abord comme cadet de la marine en 1944 à l'École de la marine militaire de Bakou, mais il interrompt ses études en 1946 à cause d'un début de tuberculose et termine ses études secondaires à Tbilissi. Il étudie au département d'arabe de l'Institut d'État d'études orientales de Moscou, où il devient l'ami de Julian Semenov. Il en sort diplômé en 1953. Il effectue ensuite des travaux à l'université d'État de Moscou à la faculté d'économie.
Il commence sa carrière à l'Institut d'économie mondiale et des relations internationales de l'Académie des sciences (qui porte son nom aujourd'hui). De 1956 à 1970, il a été journaliste pour la radio soviétique et correspondant au Moyen-Orient pour la Pravda. Il effectue son premier voyage à l'étranger en 1957 sur une croisière en Méditerranée orientale. Il habite de 1965 à 1970 au Caire comme correspondant de la Pravda. C'est à cette époque qu'il fait la connaissance de Gaafar Nimeiry. En 1969, il se rend à Bagdad où il fait la connaissance de Saddam Hussein et plus tard de Tarek Aziz (à l'époque rédacteur-en-chef du journal Al-Thawra), dont il deviendra proche. Il se rend aussi à plusieurs reprises chez Massoud Barzani. De 1970 à 1977, il est directeur adjoint de l'Institut d'économie et de relations internationales de l'Académie des sciences. Parlant couramment l'arabe, il est directeur de l'Institut d'études orientales de l'Académie des sciences de 1977 à 1985. Durant cette période, il a dirigé la rédaction de nombreuses thèses universitaires, dont celle de Mahmoud Abbas (président de l'Autorité palestinienne depuis 2005). De 1985 à 1989, il retourne à l'Institut d'économie et de relations internationales en tant que directeur.

### Les débuts politiques (1989-1991)
Il entame une carrière politique en 1989, en tant que président du Soviet de l'Union, l'une des deux chambres du Parlement soviétique. De 1990 à 1991, il est membre du Conseil présidentiel de Mikhaïl Gorbatchev. Il est l'envoyé spécial de ce dernier en Irak et s'entretient avec Saddam Hussein, alors que la guerre du Golfe se prépare.

### À la direction des renseignements extérieurs
Après le coup d'État manqué d'août 1991 contre Gorbatchev, Primakov est nommé premier président adjoint du KGB,.
Le 26 décembre 1991, il est nommé directeur du Service des renseignements extérieurs de Russie, le SVR, poste qu'il occupe jusqu'en 1996.

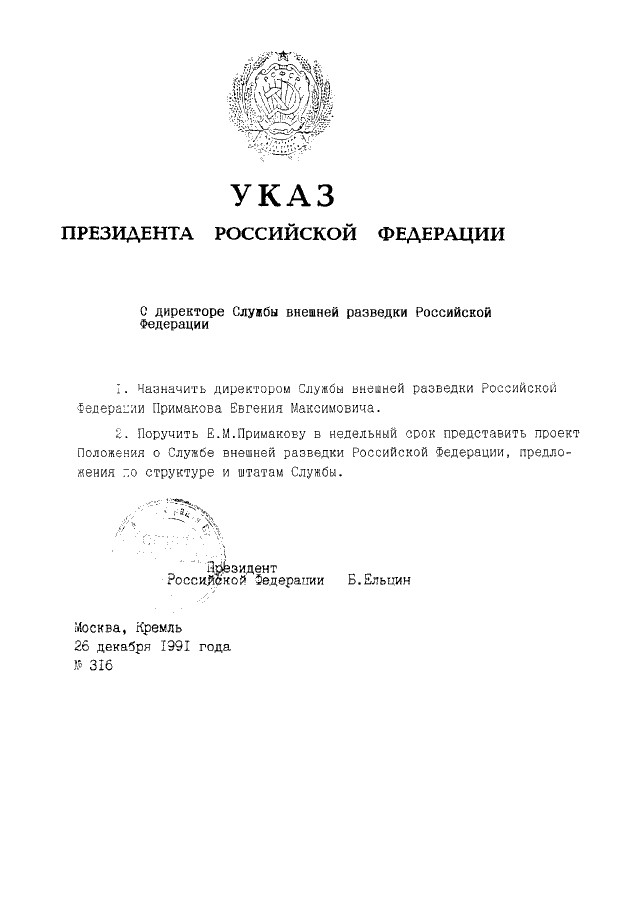
Oukase n°316 du 26 décembre 1991 de nomination de Primakov au poste de directeur du SVR.

### Ministre des Affaires étrangères (1996-1998)
De janvier 1996 jusqu'à septembre 1998, il occupe le poste de ministre des Affaires étrangères. Il y jouit d'une certaine estime en tant que défenseur farouche des intérêts de la Russie, et en tant qu'opposant à l'expansion de l'OTAN dans l'ancien Bloc soviétique, bien que le 27 mai, après cinq mois de négociations avec le secrétaire général de l'OTAN Javier Solana, la Russie signe l'Acte fondateur qui marque la fin des hostilités de la Guerre froide.
Il se fait l'avocat du multilatéralisme, en tant qu'alternative, après l'effondrement de l'URSS, à l'hégémonie mondiale des États-Unis. Il défend une politique étrangère fondée sur des médiations peu coûteuses et l'expansion au Moyen-Orient ainsi que dans les anciennes républiques soviétiques. Il soutient le « triangle » stratégique Russie, Chine, Inde pour contrebalancer l'influence américaine. Selon l'universitaire Richard Sakwa, il est « le premier dirigeant à donner son pays le statut de puissance résistante », « [remet] en circulation la notion de multipolarité », et « [s'inspire] de la doctrine de la coexistence pacifique de Nikita Khrouchtchev, ancien premier secrétaire du Comité central du Parti communiste de l'Union soviétique, selon laquelle des systèmes sociaux et politiques peuvent être concurrents sans nécessairement entrer en conflit ».
Primakov élabore également une doctrine géopolitique qui porte son nom : la doctrine Primakov. Cette dernière s'articule autour de trois idées forces : premièrement, la Russie ne peut être réduite à une puissance européenne moyenne, deuxièmement le monde post-guerre froide sera multipolaire et non pas dominé par les seuls États-Unis, et en troisième lieu la Russie a un droit de regard privilégié sur les anciennes RSS qualifiées d'« étranger proche ».

### Président du gouvernement (1998-1999)
La tentative échouée pour reconduire Viktor Tchernomyrdine comme président du gouvernement (la Douma s'y opposa en septembre 1998) conduit Eltsine à se tourner vers Primakov, susceptible de réaliser le compromis. Primakov met en œuvre des réformes difficiles, mais réussies pour la plupart (réforme fiscale notamment). Son opposition à l'unilatéralisme américain lui vaut une grande popularité en Russie, notamment lors de la guerre du Kosovo. Il fait sensation le 24 mars 1999 lorsqu'il ordonne en plein vol au commandant de bord de son avion, en route pour Washington, de rentrer immédiatement à Moscou en signe de protestation, alors que les premières bombes de l'OTAN s'abattent sur Belgrade.
Alors que le Parti communiste de la fédération de Russie prépare une procédure de destitution du président Eltsine, Primakov refuse de renvoyer les ministres communistes du gouvernement. Le 12 mai 1999, il est congédié par Eltsine et remplacé par Sergueï Stepachine.
Avec le soutien du parti La Patrie/Toute la Russie, Primakov s'oppose à Vladimir Poutine et au Parti de l'Unité russe. Les élections législatives de décembre 1999 donnent finalement l'avantage à ce dernier, et dans un message télévisé du 4 février 2000, Primakov abandonne la campagne présidentielle et finit par se rallier à Poutine. Il est l'émissaire de la Russie auprès de Saddam Hussein en mars 2003, pour tenter d'empêcher l'invasion de l'Irak par les Anglo-Américains.
En novembre 2004, il témoigne en faveur de Slobodan Milošević, l'ancien président de la république fédérale de Yougoslavie, jugé à La Haye pour crimes de guerre, crimes contre l'humanité et génocide.

### Président de la Chambre de commerce et d'industrie (2001-2011)
De décembre 2001 à 2011, Evgueni Primakov préside la Chambre de commerce et d'industrie de la fédération de Russie. Il a obtenu en 2006 le limogeage des ministres des Finances et du Commerce extérieur et imposé une rupture avec les dogmes ultra-libéraux.
Sous son influence, le Fonds de stabilisation abondé par les exportations de gaz et de pétrole a été affecté au développement du territoire et à la relance de la consommation intérieure, au risque de provoquer une poussée inflationniste.
Il quitte ses fonctions en 2011 et se retire de la vie publique. Il meurt en 2015.

## Famille
- Il épouse en 1951 Laura Vassilievna Kharadzé (1930-1987), étudiante à l'Institut polytechnique de Tbilissi, dont il a deux enfants :
  - Alexandre (1954-1981), aspirant au doctorat à l'Institut des études orientales de Moscou ; souffrant de myocardite, il meurt d'une crise cardiaque.
    - Evgueni (né en 1976), journaliste sous le pseudonyme d'Evgueni Sandro, orientaliste[15] et présentateur à la télévision sur la chaîne Rossiya 24 de l'émission Revue internationale. Père de quatre enfants.

  - Nana (née en 1962), épouse le fils de l'académicien spécialiste d'immunologie Bakhoutachvili, dont elle a deux filles: Alexandra (née en 1982) et Maria (née en 1997).
- Après son veuvage, il épouse en secondes noces Irina Borissovna Bokareva (née en 1952).

## Décorations

### Décorations soviétiques
- Médaille de l'ordre de Lénine
- Médaille de l'ordre de l'Insigne d'honneur
- Médaille de l'ordre de l'Amitié des peuples
- Médaille d'honneur du travail
- Membre de 1re classe de l'ordre du Drapeau rouge du Travail

### Décorations russes
- Membre de 1re classe de l'ordre du Mérite pour la Patrie
- Médaille de l'ordre d'Alexandre Nevski
- Médaille de l'ordre de l'Honneur
- Médaille « En commémoration du 850e anniversaire de Moscou »

### Décorations étrangères
- Grand-croix d'or de l'ordre du Mérite de la république d'Autriche.
- Membre de 1re classe de l'ordre de l'amitié des peuples (en) (Biélorussie)
- Membre de 1re classe de l'ordre de l'Amitié (Kazakhstan)
- Membre de 1re classe de l'ordre de l'Indépendance (Kazakhstan)
- Grand cordon de l'ordre du Danaker (Kirghizistan)
- Membre de 1re classe de l'ordre de l'Amitié (Tadjikistan)
- Membre de 1re classe de l'ordre du Prince Iaroslav le Sage (Ukraine)
- Grand cordon de l'ordre de l'Étoile de Jérusalem (Autorité palestinienne)

## Distinctions
- Prix Demidoff (2012)
- Prix Hugo Grotius (2000)
- Prix George F. Kennan de la paix (1990)
- Prix Avicenne d’éthique scientifique (1983)
- Prix d'État de l'URSS (1980)
- Prix Nasser (1974)

## Publications
- Au cœur du pouvoir : Mémoires politiques, Paris, Editions des Syrtes, 2002
- Le Monde après le 11 septembre et la Guerre en Irak, Paris, Presses de la Renaissance, 2003
- Le monde sans la Russie ? : A quoi conduit la myopie politique, Paris, Economica, 2009
- (ru) Les rencontres au carrefour (Встречи на перекрестках), Moscou, 2014